# Mounir al-Motassadeq
Mounir al-Motassadeq (Arabisch: منير المتصدق) (Marrakesh, 3 april 1974) is een Marokkaan die is veroordeeld wegens banden met het terroristisch netwerk Al Qaida. Hij zou onderdeel zijn van een netwerkcel in Hamburg.
Hij was de eerste verdachte die veroordeeld werd voor betrokkenheid bij de aanslagen van 11 september 2001. Tegen hem werd in februari 2003 in Hamburg vijftien jaar cel geëist.
Op 4 maart 2004 vernietigde het hooggerechtshof te Karlsruhe dit vonnis echter. Hij zou een nieuw proces krijgen.
Op 8 januari 2007 is hij door een rechtbank in Hamburg schuldig bevonden aan het helpen van de daders van de aanslagen en daarom veroordeeld tot 15 jaar gevangenisstraf.
Mounir al-Motassedeq kwam als verdachte in beeld doordat zijn naam voorkwam op het testament van Mohammed Atta, een van de piloten van de 11 september-aanslagen. Later werd bekend dat hij ook toegang had tot de bankrekening van een tweede piloot: Marwan al-Shehhi.